# Menno Boeren
Pour les articles homonymes, voir Boeren.
Menno Boeren né le 12 mai 2002, est un joueur néerlandais de hockey sur gazon. Il évolue au HC Rotterdam et avec l'équipe nationale néerlandaise.

## Carrière
Il a été appelé en équipe nationale première en 2022.

## Palmarès
- : 1er à la Ligue professionnelle 2021-2022.